# مدرسة المطران
مدرسة المطران أو مدرسة السان جورج هي مدرسة مسيحية للذكور تقع في القدس الشرقية وتُدار بواسطة أسقف الكنيسة الأنجيلية وتقع بالقرب من كلية سانت جورج خارج أسوار المدينة القديمة تأسست المدرسة سنة 1899.
من طلاب مدرسة المطران الذين برزوا في مجالات متعددة: أحمد سامح الخالدي، واصف جوهرية، إبراهيم طوقان، فؤاد سابا، إدوارد سعيد، عزت طنوس، نصري الجوزي، إسماعيل راغب الخالدي، أمين المجج، إميل الغوري، مفيد النشاشيبي، عمر الصالح البرغوثي، ديمتري برامكي، فؤاد شحادة، عبد الله غوشة، عزيز شحادة، ناصر صباح الأحمد الصباح، جورجي حبيب حنانيا، سري نسيبة، وليم نجيب نصار، مروان القاسم، خلوصي الخيري، مانوك مانوكيان، كمال بلاطة، أمجد سلفيتي، طارق زياد البكري وغيرهم.